# Ana Garrido Ramos
Ana María Garrido Ramos (Málaga, 1966) es una activista española que fue funcionaria del ayuntamiento de Boadilla del Monte en la Comunidad de Madrid, y se convirtió en denunciante y testigo clave de la Fiscalía Anticorrupción en el caso Gürtel, un escándalo de corrupción política sobre financiación ilegal del Partido Popular. En 2018, en la Conferencia Internacional contra la Corrupción organizada en Copenhague, la organización Transparencia Internacional le concedió el Premio Anticorrupción.

## Trayectoria
En 1993, Garrido comenzó a trabajar en el área de juventud del ayuntamiento de Boadilla del Monte, del que se convirtió en su jefa en 2007. Tras diecisiete años trabajando en dicho ayuntamiento, comenzó a recibir presiones desde la alcaldía para firmar adjudicaciones ilegales; y fruto de esta presión y el acoso al que se vio sometida, cayó enferma;  por lo que estuvo de baja laboral durante un año. 
En aquella época,  el alcalde de la localidad era Arturo González Panero, conocido como 'el Albondiguilla' Posteriormente, González Panero apareció mencionado en documentos de la filtración de los Panama Papers, en los que se mostraba que había seguido recibiendo dinero de la trama de corrupción incluso después de haber dejado su cargo de alcalde. Un documento interno de la empresa sugería que actuaba más allá de su competencia tanto geográficamente como en las relaciones políticas y comerciales; llegando a ser imputado en una de las mayores tramas de corrupción de ámbito nacional: el Caso Gürtel.
Durante el año que Garrido estuvo de baja, se dedicó a elaborar una labor de investigación sobre las presuntas irregularidades cometidas en su lugar de trabajo, hasta llegar a elaborar un dossier/denuncia de más de 300 páginas.
Así, Garrido descubrió que los presuntos delitos de corrupción, trascendían más allá de su municipio. Era consciente de que estaba ante una trama de corrupción de ámbito nacional, Por ello, decidió preservar su anonimato, y hacer llegar su denuncia a la Fiscalía Anticorrupción, a través de un sindicato que presumía de proteger a los denunciantes de corrupción. De modo, que acudió al sindicato anticorrupción  Manos Limpias y entregó, en enero de 2009 su denuncia a Miguel Bernad, sin saber que sería el primero en traicionarla, informando de este hecho a Esperanza Aguirre; antes de entregar el dossier/denuncia a la Fiscalía. Anticorrupción; lo que les llevó a realizar investigaciones sobre lo que se denominaría  caso Gürtel.
La denuncia de Garrido precipitó la dimisión de Arturo González Panero, los registros y detenciones de varios alcaldes y miembros de la trama. Sin embargo, Garrido conocería meses después, que ya había una investigación en curso, por el juez instructor Baltasar Garzón. La magnitud de la trama y el escándalo continuado en las noticias, hicieron que Ana Garrido solicitara una excedencia laboral voluntaria, para refugiarse durante dos años en Costa Rica.
En las elecciones de 2011, un nuevo alcalde, Antonio González Terol, asumió el cargo. Ana Garrido regresó a su puesto directivo como jefe de la Sección de Juventud hasta que, en 2013,  tuvo que denunciar a dicho ayuntamiento por acoso laboral.
Garrido fue diagnosticada de depresión debido a cómo la estaban acosando en el trabajo. En 2014, tras una citación, el tribunal laboral de Móstoles dio por probada la situación de acoso laboral sufrida por Garrido, por la que el ayuntamiento de Boadilla puso fin a su relación laboral con un acuerdo judicial de 96.000 euros de liquidación (equivalentes a un despido improcedente) y "daños morales". Garrido ha defendido la creación de una ley para mejorar la protección de los denunciantes de corrupción. El caso fue cerrado en 2017 con la condena en firme al Ayuntamiento por parte del Tribunal Supremo, pero hasta mayo de 2016, había vendido la mayor parte de su ropa y muebles, alquilado su casa y vendía pulseras hechas a mano para ganarse la vida.
En la actualidad, es fundadora y gerente de su propia consultoría; especializada en  al asesoramiento y defensa jurídica de informantes de corrupción. .

## Reconocimientos
En 2016, Garrido fue nominada para el Premio "Encina de Oro". En junio de 2018, Mare Terra Fundación Mediterrània le otorgó el reconocimiento Mare Terra por su valentía al denunciar las irregularidades políticas que destaparon la trama Gürtel, por defender el Estado de Derecho y la democracia por encima de todas las cosas, por ser un ejemplo de honradez, integridad y dignidad, y por ayudar a otras personas que se encuentran en su misma situación a través de la Plataforma por la Honestidad. Los Premios Ones Mediterrània se convocan, desde el año 1995, para reconocer y distinguir los proyectos y las trayectorias de personas y colectivos que destacan en la conservación, la defensa y el conocimiento del medio ambiente y la cultura solidaria.
En octubre de 2018, Garrido recibió el Premio Anticorrupción dentro de la Conferencia Internacional contra la Corrupción organizada en Copenhague. El galardón, lanzado en 2000 por la organización Transparencia Internacional distingue a personas y organizaciones excepcionales en todo el mundo, incluidos periodistas, fiscales, funcionarios gubernamentales y líderes de la sociedad civil.